# Jacques Georges
Jacques Georges (ur. 30 maja 1916 w Saint-Maurice-sur-Moselle, zm. 26 lutego 2004 tamże) – francuski działacz piłkarski, prezydent UEFA, a także polityk, finansista i biznesmen.
Był prezesem Francuskiego Związku Piłki Nożnej (1968-1972), w okresie jego urzędowania Francja otrzymała zadanie zorganizowania finałów Mistrzostw Europy w 1984. W chwili rozgrywania finałów, które przyniosły triumf jego rodakom, nie kierował krajowym związkiem, a był już prezydentem Europejskiej Federacji Piłki Nożnej; zastąpił zmarłego tragicznie Włocha Artemio Franchiego. Należał do komitetów organizacyjnych Mistrzostw Świata w 1982, 1986 i 1990.
W 1990 jego następcą na fotelu prezydenta UEFA został Szwed Lennart Johansson.
Jacques Georges jest absolwentem HEC Paris.